# Ремалар-ан-Перш
Ремалар-ан-Перш (фр. Rémalard en Perche) — муніципалітет у Франції, у регіоні Нижня Нормандія, департамент Орн. Ремалар-ан-Перш утворено 1 січня 2016 року шляхом злиття муніципалітетів Беллу-сюр-Юїн, Дорсо i Ремалар. Адміністративним центром муніципалітету є Ремалар. Населення — 1896 осіб (01.01.2021).